# Estrada (Guanajuato)
Estrada es una localidad del estado mexicano de Guanajuato. Es parte del municipio de Celaya.

## Demografía
| Gráfica de evolución demográfica |
|                                  |

| Censo | Población |
| ----- | --------- |
| 1900  | 187       |
| 1910  | 267       |
| 1921  | 221       |
| 1930  | 329       |
| 1940  | 245       |
| 1950  | 356       |
| 1960  | 678       |
| 1970  | 904       |
| 1980  | 1 358     |
| 1990  | 1 806     |
| 2000  | 1 702     |
| 2010  | 1 715     |
| 2020  | 1 542     |